# Угроза (ракетный комплекс)
«Угроза» — проект российского комплекса корректируемого авиационного ракетного оружия, разрабатываемый для применения на военных самолётах и вертолётах для повышения точности боевого применения неуправляемого ракетного вооружения. В западных публикациях проект получил название RCIC — Russian Concept of Impulse Correction.

## Состав комплекса
В состав комплекса входят корректируемые ракеты С-5Кор (калибр — 57 мм), С-8Кор (80 мм) и С-13Кор (120 мм), созданные на базе неуправляемых авиационных ракет С-5, С-8 и С-13 за счет дополнительного оснащения их системами лазерного полуактивного самонаведения.
В процессе производства ракет боевая часть ракеты оснащается отделяемыми в полете головными частями, стабилизация которых выполняется за счёт раскрывающегося оперения. Ракета С-5кор имеет оперение из четырёх лепестков и раскрывается с помощью пружины, а у С-8кор и С-13кор — оперение состоит из шести лепестков и раскрывается с помощью газового поршня. Система самонаведения позволяет поражать малоразмерные наземные цели (танки, боевые машин пехоты, бронетранспортёры) всех типов.
Для наведения на цель требуется лазерная подсветка цели (длительностью около 1 с). Подсветка цели может производится самолётом-носителем (вертолётом-носителем), другим летательным аппаратом или с земли наводчиком-целеуказателем. Полёт головной части корректируется импульсными ракетными двигателями. С целью повышения вероятности поражения цели предполагается использование залпа ракет.

## Разработка
Комплекс корректируемого авиационного ракетного оружия «Угроза» был разработан на базе RCIC-технологии НТЦ АО «АМЕТЕХ» («Автоматизация и механизация технологий»). В 1999 году комплекс был представлен на международном авиационно-космическом салоне МАКС-99.

## Тактико-технические характеристики
| Ракета                                          | С-5кор | С-8кор                                          | С-13кор      |
| ----------------------------------------------- | --- | ----------------------------------------------- | ------------ |
| Головная часть                                  | ВМ-5 | ВМ-8                                            | ВМ-13        |
| Вес головной части, кг                          | 5,85 | 6                                               | -            |
| Вес ВВ боевой части (тротиловый эквивалент), кг | 0,5 | 1,5                                             | 7            |
| Бронепробиваемость, мм                          | 200 | 400                                             |              |
| Дальность стрельбы, м                           | 2500-7000 | 2500-7000                                       | 2500-9000    |
| Точность стрельбы (КВО), м                      | 0.8-1.8 | 0.8-1.8                                         | 0.8-1.8      |
| Пусковые установки                              | УБ-16-57, УБ-16-57У, УБ-16-57УМ, УБ-16-57УД, УБ-16-57УДМ, УБ-32, УБ-32А, УБ-32А-24, УБ-32-57У, УБ-32М, Б-32, УБ-8 | Б-8, Б-8М, Б-8М1, Б-8В7, Б-8В8, Б-8В20, Б-8В20А | Б-13Л, Б-13Р |